# Hugh Pyle
Pour les articles homonymes, voir Pyle.

a Compétitions nationales et continentales officielles uniquement.

Dernière mise à jour le 17 juillet 2023.
Hugh Pyle, né le 21 septembre 1988 à Sydney (Australie), est un joueur australien de rugby à XV évoluant principalement au poste de deuxième ligne. Il mesure 2,01 m pour 118 kg.

## Carrière

### En club
Hugh Pyle a commencé à jouer au niveau amateur avec le Warringah Rugby Club en Shute Shield (championnat de la région de Sydney). Il fait ensuite ses débuts professionnels en 2011 avec la franchise australienne des Melbourne Rebels qui évolue en Super Rugby,.
En 2014, il quitte l'Australie pour la France et club du Stade français en Top 14 avec qui il signe pour deux saisons,. Il devient champion de France dès l'année suivante avec son équipe, en étant titulaire lors des phases finales, poussant ainsi le vice-capitaine Pascal Papé sur le banc des remplaçants.
En 2020, non-conservé par le club parisien, il signe un contrat de deux saisons avec l'Aviron bayonnais. Au bout de sa première saison où il joue assez peu (onze matchs) à cause d'une blessure au genou, il résilie son contrat d'un commun accord avec le club, et prévoit de mettre un terme à sa carrière.
Toutefois, il décide finalement de rejoindre club japonais des Toshiba Brave Lupus Tokyo pour la saison 2022 de League One. Après deux saisons où il est très peu aligné (cinq matchs au total), il n'est pas conservé par les Brave Lupus,.

### En équipe nationale
En 2011, Hugh Pyle a participé aux camps d’entraînements de l'équipe d'Australie, sans pour autant arriver à décrocher une cape par la suite. Il rate ensuite la réception de la tournée des Lions britannique et irlandais en 2013 en raison d'une blessure à l'épaule. Par la suite, son départ pour la France le rend inéligible pour les Wallabies, mais il annonce cependant son intention de revenir plus tard au pays pour avoir sa chance au niveau international. Cela restera néanmoins sans suite.

## Palmarès

### En club et province
- Vainqueur du Championnat de France en 2014-2015 avec le Stade français.
- Vainqueur du Challenge européen en 2017 avec le Stade français.